# Czesław Weresa
Czesław Weresa (ur. 14 października 1926 w Kaliłowie, zm. 24 sierpnia 1979) – polski elektryk, poseł na Sejm PRL VII kadencji.

## Życiorys
Urodził się w rodzinie robotniczej. W czasie okupacji został wywieziony na roboty do Niemiec. Uzyskał wykształcenie zasadnicze zawodowe, z zawodu był elektromonterem. Po wojnie zatrudniony w różnych przedsiębiorstwach na obszarze województwa koszalińskiego, po czym pracował jako mistrz zmiany energetycznej w Hajnowskim Przedsiębiorstwie Suchej Destylacji Drewna. W 1956 wstąpił do Polskiej Zjednoczonej Partii Robotniczej. Zasiadł w plenum Komitetu Wojewódzkiego PZPR w Białymstoku. W 1976 uzyskał mandat posła na Sejm PRL w okręgu Białystok. Zasiadał w Komisji Leśnictwa i Przemysłu Drzewnego oraz w Komisji Mandatowo-Regulaminowej. Zmarł w trakcie kadencji.